# Вольские Дачи
Вольские Дачи — деревня в Вяземском районе Смоленской области России. Входит в состав Андрейковского сельского поселения. Население — 5 жителей (2007).
Расположена в восточной части области в 3 км к северо-западу от Вязьмы, в 1 км севернее автодороги М1 «Беларусь», на берегу реки Бебря. В 5 км южнее деревни расположена железнодорожная станция Золотарёвка на линии Москва — Минск.

## История
В годы Великой Отечественной войны деревня была оккупирована гитлеровскими войсками в октябре 1941 года, освобождена в марте 1943 года.